# La Citoyenne
La Citoyenne (en español: La Ciudadana) fue un periódico feminista publicado en París de 1881 a 1891 por Hubertine Auclert. Su primer número apareció el 13 de febrero de 1881 con un ritmo quincenal. El periódico defendió de manera enérgica la emancipación de las mujeres exigiendo modificaciones en el código Napoleón que relegaba a las mujeres a un estatus inferior. Exigía para las mujeres el derecho a ser candidatas a las elecciones, afirmando que no se votarían leyes injustas si se tuviera en cuenta la opinión de las mujeres. Notables feministas como Marie Bashkirtseff escribieron artículos para el periódico.
Durante la existencia del periódico, se crea la Liga Francesa de Derechos de las Mujeres fundada por Léon Richer y Maria Deraismes en 1882 y en 1888 el Consejo Internacional de Mujeres (CIF) la primera organización feminista internacional.
En 1888 Auclert se traslada a Argelia junto a su compañero Antonin Levrier nombrado juez de paz y deja la dirección a Maria Martin. Finalmente en 1891, Hubertine Auclert cierra La Citoyenne por falta de fondos y Maria Martin (1839-1910) lanza su propio periódico el Journal des femmes (Periódico de las mujeres). El 9 de diciembre de 1897 la actriz y periodista Marguerite Durand (1864-1936) continua defensa de la causa y abre otro periódico feminista llamado La Fronde.